# Żelazna (Dąbrowa)

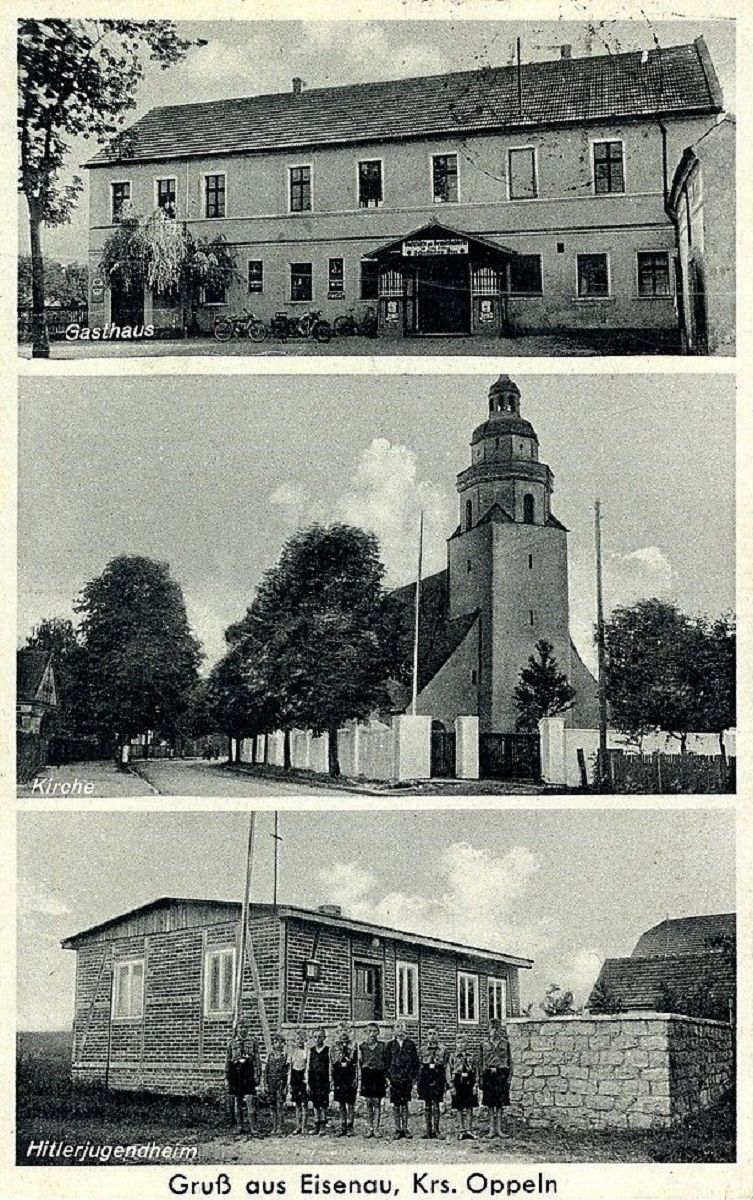
Postkarte von Zelasno (Eisenau) von 1939 mit der kath. St.-Nikolaus-Kirche

Żelazna (deutsch Zelasno, 1934–1945 Eisenau) ist eine Ortschaft in Oberschlesien. Das Dorf liegt in der Gemeinde Dąbrowa (Dambrau) im Powiat Opolski (Kreis Oppeln) in der polnischen Woiwodschaft Oppeln.

## Geographie

### Geografische Lage
Żelazna liegt im Westen der historischen Region Oberschlesien. Das Dorf liegt sechs Kilometer östlich vom Gemeindesitz Dąbrowa und neun Kilometer nordwestlich von der Kreisstadt und Woiwodschaftshauptstadt Opole (Oppeln). Zelasno liegt in der Nizina Śląska (Schlesische Tiefebene) innerhalb der Równina Wrocławska (Breslauer Ebene) am Rande zur Równina Niemodlińska (Falkenberger Ebene). Die Ortschaft liegt direkt an der Oder.
Durch den Ort verläuft in Süd-West-Richtung die Woiwodschaftsstraße Droga wojewódzka 459. Weiterhin beginnt in Zelasno die Woiwodschaftsstraße Droga wojewódzka 465, welche zur Autofähre in Richtung Klein Döbern führt.

### Nachbarorte
Nachbarorte von Zelasno sind im Nordwesten Niewodniki (Niewodnik) und im Süden Sławice (Slawitz). Auf der anderen Oderseite im Osten liegt das Dorf Borki (Borrek).

## Geschichte
Die Ortschaft wurde 1223 erstmals als Zalese erwähnt. 1228 das wird der Ort als Selsana erwähnt. Der polnische Name Żelazna leitet sich wohl von dem Wort Zalesna ab, was übersetzt hinter dem Walde bedeutet. 1275 wird der Ort in einer Urkunde des Klosters in Czarnowanz erneut erwähnt, worin ein Zeuge Michael de Zalesna erwähnt wird. In den weiteren Jahrhunderten wird der Ort mehrfach in Urkunden und Schriften unter verschiedenen Schreibweisen erwähnt, so 1532 als Zelazna oder 1687 als Zelassna.
Nach dem Ersten Schlesischen Krieg 1742 fiel Zelasno mit dem größten Teil Schlesiens an Preußen.
Nach der Neuorganisation der Provinz Schlesien gehörte die Landgemeinde Zelasno ab 1816 zum Landkreis Oppeln im Regierungsbezirk Oppeln. 1845 bestanden im Dorf eine katholische Pfarrkirche, eine katholische Schule, ein Fährhaus und 71 Häuser. Im gleichen Jahr lebten in Zelasno 431 Menschen, allesamt katholisch. 1855 lebten 433 Menschen im Ort. 1865 zählte das Dorf 27 Bauern, vier Gärtner, 18 Ackerhäusler und zehn Einlieger. 1874 wurde der Amtsbezirk Halbendorf gegründet, welcher aus den Landgemeinden Birkowitz, Halbendorf, Leopoldsberg, Slawitz und Zelasno und den Gutsbezirken Birkowitz, Halbendorf, Oberschale und Slawitz bestand. 1885 zählte Zelasno 637 Einwohner.
Bei der Volksabstimmung in Oberschlesien am 20. März 1921 stimmten 325 Wahlberechtigte für einen Verbleib bei Deutschland und 160 für die Zugehörigkeit zu Polen. 1933 lebten 886 Menschen in Zelasno. Im Zuge der „Verdeutschung fremdländischer Ortsnamen“ unter den Nationalsozialisten wurde der Ort am 3. März 1934 in Eisenau umbenannt. 1939 lebten zählte Eisenau O.S. 919 Einwohner. Bis 1945 gehörte der Ort zum Landkreis Oppeln.
1945 kam der bisher deutsche Ort unter polnische Verwaltung und wurde in Żelazna umbenannt und der Woiwodschaft Schlesien angeschlossen. 1950 kam der Ort zur Woiwodschaft Oppeln. Zwischen 1945 und 1952 gehörte das Dorf zur Gemeinde Wreske, zwischen 1952 und 1975 zur Gemeinde Chróścina. Seit 1975 gehört Żelazna zur Gemeinde Dąbrowa. Beim Oderhochwasser 1997 wurde das Dorf komplett überschwemmt. An der Nordwand der Dorfkirche wurde eine Erinnerungstafel mit dem Wasserstand vom Juli 1997 aufgestellt. 1999 kam der Ort zum wiedergegründeten Powiat Opolski. 2006 zählte das Dorf 653 Einwohner. Beim Oderhochwasser 2010 wurde das Dorf erneut überflutet.

## Sehenswertes
- Die Geschichte der röm.-kath. St.-Nikolaus-Kirche (poln. Kościół Św. Mikołaja) geht bis in das 15. Jahrhundert zurück. Der gotische Chor sowie die Sakristei stammen aus dieser Zeit. Der Turm wurde 1682 erbaut. Die heutige Größe des Kirchenschiffs beim Ausbau im Jahr 1926. Im Inneren befindet sich ein barocker Hochaltar.[13]
- Denkmal für die getöteten Soldaten der Roten Armee – 1945 errichtet
- Denkmal für Gefallenen Soldaten beider Weltkriege aus dem Friedhof – 1992 errichtet
- Grab des unbekannten Soldaten aus dem Friedhof
- Sühnekreuz

## Vereine
- Deutscher Freundschaftskreis
- Freiwillige Feuerwehr OSP Żelazna
- Fußballverein LZS FC Żelazna

## Persönlichkeiten
- Joseph Wolny (1844–1908), katholischer Geistlicher und Mitglied des Deutschen Reichstags, ab 1884 Pfarrer in Zelasno